# Diego Olivera
Diego Olivera, né le 7 février 1968, est un acteur argentin. Il compte plus d'une vingtaine de telenovelas réalisées dans son pays natal et 8 telenovelas tournées au Mexique et aux États-Unis. 

## Biographie
Diego Olivera est marié à l'actrice argentine bien connue Mónica Ayos depuis novembre 2002 et il a eu une fille, Victoria avec elle. Il a aussi un fils Federico Ayos, acteur, né d'un mariage précédent.
Diego Olivera est le frère de l'acteur argentin Federico Olivera et beau-frère de l'actrice Soledad Villamil. Dans son pays natal, depuis le début de sa carrière il a joué dans 22 telenovelas des rôles de protagonistes et d'antagonistes. De plus, dans les telenovelas tournées au Mexique, depuis 2006, il joue les protagonistes dans les feuilletons diffusés aux heures de grande écoute et produits par la société Televisa.

## Carrière
Il commence sa carrière à l'âge de 12 ans, au théâtre San Martín dans la pièce Escenas de la Calle (Scènes de rue).
Il a étudié l'art théâtral avec Alejandra Boero, Carlos Gandolfo et Héctor Bidonde. Il est devenu célèbre à l'adolescence en incarnant le personnage antagoniste de Darío (Darius) dans la célèbre série Montaña rusa". Dans cette série, il partage la vedette avec des acteurs renommés aujourd'hui qui faisaient alors leurs premiers pas à la télévision comme : Nancy Dupláa, Gastón Pauls, Esteban Prol, Malena Solda, Diego Ramos et Sebastián Rulli, entre autres.
Il se forme en tant qu'acteur en jouant différents rôles dans des comédies musicales, comme chanteur dans La Belle et la Bête et Les 101 dalmatiens et des productions pour enfants comme dans Tom Sawyer, Cantame un Cuento. Il joue aussi bien dans des téléfilms que dans des Telenovelas.
En 2006, alors qu'il engistre La Ley del Amor pour Telefe canal 11, il est choisi pour tenir un des rôles principaux dans Montecristo à Mexico, ce qui aura un impact fort en Argentine, pour la télévision TV AZTECA.
Cela renforce sa popularité au niveau mondial tandis que le contrat avec Televisa permet de vendre des telenovelas à travers le monde et de les doubler dans toutes les langues.
Ensuite il participe à Vivir por ti. Il retourne en Argentine, son pays natal pour jouer aux côtés de  Sebastian Estevanez et de son épouse, l'actrice Mónica Ayos, dans la telenovela Herencia de amor pour Telefe. Son personnage est Lautaro Ledesma, l'antagoniste de la telenovela.
En 2010, il retourne au Mexique avec un contrat d'exclusivité, il tient la vedette dans Triunfo del amor, sa première telenovela pour Televisa à l'heure de grande écoute. Il interprète le père Juan Pablo Iturbide Montejo.
En 2011, il joue son premier rôle de protagoniste, Fernando Lobo, pour Televisa dans la telenovela Amorcito corazón avec  Elizabeth Alvarez (elle joue aussi son premier rôle de protagoniste).
En 2013, pour la première fois il joue  un antagoniste dans Mentir para vivir avec Mayrin Villanueva et David Zepeda sous la direction de Rosy Ocampo.
En 2014, il joue un protagoniste au côté de Claudia Álvarez dans la telenovela Hasta el fin del mundo qui est produite par Nicandro Díaz González.

## Filmographie

### Telenovelas
- 1996 : 90 60 90 Modelos (Canal 9) : Lucas Grimaldi
- 1996 : Zíngara (Telefe) : Francisco "Pancho"
- 1991 : Alta comedia (Canal 9)
- 1997 : Ricos y famosos (Canal 9) : Julián
- 1994-1995 : Montaña rusa (El Trece) : Darío
- 1995 : Mi cuñado (Telefe)
- 2002 : 1000 millones (El Trece) : Luis Mujica
- Dr. Amor :
- La Feve Petite
- Felipe
- 2004 : Floricienta (Telefe) : Facundo
- 2005 : Amarte así (Telemundo) : Gregorio Balbuena[1]
- 2005 : Se dice amor (Telefe) : José Luis "El Puma" Gutiérrez
- 2006 : Montecristo (Tv Azteca) : Santiago Díaz Herrera
- 2008 : Vivir por ti (Tv Azteca) : Juan Carlos Guzmán
- 2009 : Herencia de amor (Telefe) : Lautaro Ledesma
- 2010 : Alguien que me quiera (El Trece) : Bautista
- 2010 : Le Triomphe de l'amour (Triunfo del Amor) (Televisa) : Padre Juan Pablo Iturbide Montejo
- 2011-2012 : Amorcito corazón (Televisa) : Fernando Lobo Carvajal[2]
- 2013 : Corazón indomable (Televisa) : Pedro[3]
- 2013 : Mentir para vivir (Televisa) : Don Sandro Carvajal[4]
- 2014-2015 : Hasta el fin del mundo (Televisa) : Armando Romero[5]
- 2016-2017 :  En tierras salvajes (Televisa) : Anibal Otero Rivelles

## Théâtre
- Escenas de la calle (Scènes de la rue)
- Tom Sawyer
- La Bella y La Bestia (La Belle et la Bête)
- 101 Dálmatas (101 Dalmatiens)
- Confesiones (Confessions)
- Bingo